# Neva End
Neva End è un brano musicale del rapper statunitense Future, pubblicato il 17 aprile 2012 come ottava traccia del suo primo album in studio Pluto.

## Pubblicazione e promozione
Prodotta da Mike Will Made It, la canzone è stata ripubblicata il 4 dicembre 2012 in una versione remixata in collaborazione con Kelly Rowland, presentata in anteprima il precedente 16 ottobre.
Il 27 novembre, Future ha eseguito il brano in compagnia di Kelly Rowland al Jimmy Kimmel Live!.

## Video musicale
Il video musicale del brano è stato girato nel novembre 2012 a Los Angeles ed è stato diretto da Erik White. Il video vede il rapper all'interno di una casa lussuosa, che in passato è appartenuta alla cantante Madonna.

## Classifiche

### Classifiche settimanali
| Classifica (2012-2013) | Posizione massima |
| ---------------------- | ----------------- |
| Stati Uniti            | 52                |